# Национални комунизам
Национални комунизам или националкомунизам израз је којим се означавају различити покушаји прилагођавања комунистичке теорије и праксе специфичним околностима у појединој земљи, што у ширем смислу најчешће садржава националистички карактер. У свакој империји, независној држави или у зависности, од односа између класе и нације имале су своје специфичности. Руски бољшевици могу се сматрати први "национални комунисти" у мери у којој Руска социјалдемократија се толико приметно разликује од социјалдемократије у западној Европи. Украјински комунисти су развили националне интересе бољшевичке украјинске државе у супротности са званичном политиком Комунистичке партије Совјетског Савеза. Као пример може да буде полуострво Крим који је био у саставу Русије, док га Украјинац Никита Хрушчов (један од лидера Совјетског Савеза) није 19. фебруара 1954. одвојио од Руске СФСР и дао Украјинској ССР. 
Раскол између Југославије и Совјетског Савеза 1948. године од стране југословенског комунистичког вође Јосипа Броза Тита, када је почео процес националног комунизма у свету у вођењу самосталне спољне политике независно од Совјетског Савеза. Када почиње стварање радних логора у Југославији за преваспитавање политичких неистомишљеника попут Голог отока који је створен према узору на Совјетске Гулаге и нацистичке концентрационе логоре. Чиме је отпочео процес идеолошког концепта Југословенског национализма; концепт једне државе и једног народа унутар савезне државе/федерације. Југословенски национализам, био је изражен за време и након Другог светског рата када се Југославији припајају суверене територије Краљевине Италије: делови Алпа, Нова Горица, делови Трста, Истра, Кварнерска острва (Црес, Лошињ), Задар и далматинска острва Вис, Ластово, Палагружа, као и делови Ријеке и делови територијалних вода Јадранског мора; то су територије које данас припадају Словенији и Хрватској. Југословенски национализам, био је интензивно присутан након Другог светског рата, када се спроводило етничко чишћење држављана Југославије Немачке и Италијанске националности. Слични концепти национализма били су у Совјетском Савезу стварањем Совјетске нације/Совјета и у Чехословачкој стварањем Чехословачке нације/Чехословака. 
Националкомунизам се понекад сматра скретањем у односу на марксистичке темеље комунистичке идеологије, с обзиром да су Карл Маркс и Фридрих Енгелс промовисали интернационализам, односно пролетерски интернационализам, сматрајући класну борбу важнијим приоритетом од стварања националних држава, а буржоаски национализам средство којим су владајуће класе по начелу завади па владај настојале држати у покорности пролетаријат. Концепт социјализма у једној земљи, који је постао службена идеологија Совјетског Савеза под водством Јосифа Стаљина средином 1920-их, може се такође сматрати првим значајнијим примером скретања од дотадашњих интернационалистичких ставова. У том периоду стварају се радни логори за преваспитавање политичких неистомишљеника у Гулазима који су били налик нацистичким концентрационим логорима. Многи политички аналитичари и историчари сматрају да се идеолошка целина стаљинизма састоји од идеолошке мешавине тоталитарног марксизма-лењинизма, национализма и традиционализма која у свом коначном облику формира идеолошки концепт совјетског (руског) комунизма тј. бољшевичког-социјализма, који је настао у Царској Русији тј. Совјетском Савезу. Након Другог светског рата Јосиф Стаљин, спроводио је империјалистичку политику, ширећи империјални утицај Совјетског Савеза над државама Источног блока и целим светом.
Бивше и садашње државе које се могу сматрати националкомунистичким државама су: Социјалистичка Република Румунија у којој је била службена државна идеологија националкомунизам под владавином Николаја Чаушескуа. Народна Социјалистичка Република Албанија која је претендовала на стварање Велике Албаније од територија СФР Југославије и Грчке где живе Албанци, те је била јавно забрањена употреба других језика осим албанског језика у време владавине Енвера Хоџе. Народна Република Кина која се темељила за време владавине Мао Цетунга, и данас се темељи на политичком и идеолошком савезу са националистима, који је за последицу имао Кинеско-вијетнамски рат 1979. године чему је претходио Камбоџанско-вијетнамски рат 1978. године (међусобни ратови између социјалистичких држава) итд. Демократска Република Немачка која је испољавала изразити национализам у државној политици. 
Такође, и друге социјалистичке државе исказивале су националкомунизам кроз разне видове и облике. Штитећи национале интересе властите државе и народа, при томе не гледајући на изворна интернационалистичка начела комунистичке идеологије. Такође, у већини бивших и садашњих социјалистичких држава било је забрањено упражњавање хомосексуалних, бисексуалних и трансексуалних односа; као и групни секс (у данашњој Кини). Према ранијим психијатријским болестима из групе шифри 302; данас класификованих психијатријских болести из категорије поремећаја личности: F64 поремећај полног идентитета, F65 поремећај полне склоности и F66 психолошки поремећаји и поремећаји понашања са полним развојем и оријентацијом. Такве су особе присилно смештане у психијатријске болнице или су биле друштвено дискриминисане или пак у крајњој мери кастриране. Таква појава се може протумачити као исказивање национализма унутар државног бирократског апарата бољшевичког социјализма.
Израз националкомунизам се такође користио за описивање прилика у Југославији за време Хрватског пролећа, као и пред њен распад, односно јачање и постепена доминација националистичких струја у републичким и покрајинским организацијама владајућег Савеза комуниста. При чему се као најчешћи пример националкомунизма спомиње Савез комуниста Србије, а касније и Социјалистичка партија Србије (1990—2000) под водством Слободана Милошевића, неки такву политику називају Слобизам. Таква је политика од 1992. године све више идеолошки и друштвено-политички слабила претварајући државу у друштвено-политички облик полусоцијализма са капиталистичким карактеристикама. Овакав друштвено-политички систем усред економских санкција, ратова и декадентних друштвених појава попут повећаног криминала и ратног профитерства доводи до пада режима 5. октобра 2000. године, када на власт долази ДОС.
Данашње државе које су задржале овакав облик друштвено-политичког уређење су: самоизолована од остатка света ДНР Кореја и делом Куба, Белорусија, Непал, Мозамбик, Боливија, Венецуела, Придњестровље итд. Такође постоје социјалистичке тј. националкомунистичке државе попут Кине, Вијетнама и Лаоса које функционишу по капиталистичкој тржишној економији. Док у Африци и Јужној Америци/Латинској Америци, постоје националкомунистичке државе које се темеље на демократском социјализму, умереном марксизму-лењинизму и радикалном марксизму-лењинизму. 
Према тврдњама САД, НАТО пакта и Европске уније многе данашње конзервативне политичке странке, националистичке политичке странке, комунистичке партије и режими у свету тајно се финансирају од стране Влада Руске Федерације и Народне Републике Кине; чији је наводно циљ ширење својих економско-политичких и војних интереса у тим државама. Док Руска Федерација и Народна Република Кина, тврде за многе неолибералне, социјалдемократске и националистичке политичке странке да су финансиране од стране Сједињених Америчких Држава (САД), НАТО пакта и појединих држава Европске уније, што узрокује Други хладни рат.

## Комунистички манифест (1848)
Током деценије 1840-их реч "комунистички" ушао у општу употребу да опише оне који су поздравили лево крило јакобинског клуба Француске револуције као своје идеолошке претке. У 1847. години Савез комуниста је основан у Лондону. Савез/лигу су основали Карл Маркс и Фридрих Енгелс и израдили Комунистички манифест, који је усвојен од стране лиге и објављен у 1848. години. У Комунистичком манифесту укључен је низ улога нације у имплементацији манифеста. Преамбула напомиње да Манифест настаје од Европљана који долазе из различитих земаља заједно у Лондон да објаве своје заједничке ставове, циљеве и тенденције. Онда у првом поглављу наводи се како је успон буржоазије довело до глобализације и где се намеће место националним питањима:
Уместо старог концепта жели, задовољити производњом земље, налазе се нове жеље, која за своје задовољење усваја производе далеких земаља и поднебља. У месту старе локалне и националне изолације и самозадовољавања, имамо однос у сваком смеру, универзалну међузависност нација.— Карл Маркс
Као што државе зависе од градова, тако да су направљене варварске и полу-варварске земље зависне од цивилизованости оних, народа сељака на народе буржоазије, Исток на Западу .... Иако не у супстанци, али у форми, борба пролетаријата са буржоазијом је на првом месту национална борба нације. Пролетаријат сваке земље мора, наравно пре свега измирити питање са сопственом буржоазијом.— Карл Маркс

## Каснији развој националног комунизма
Милован Ђилас популаризовао је термин националникомунизам и националкомунизам у његовом делу Нова класа (1957): 
Не постоји ни један други облик комунизма осим националног комунизма ... не постоји други начин комунизма него национални комунизам. Да би се одржао он мора постати национални.— Милован Ђилас
Владимир Лењин лидер бољшевичке партије (формиране с леве стране Руске социјал-демократске радничке партије) његова партија може се сматрати прва "национална комунистичка" партија. У марту 1918. године Лењин мења име својој партији у Руска комунистичка партија.
Национални комунизам се односи и на не-руске комунистичке политичке струје које су се појавиле у бившој Руској Империји након што је Лењин преузео власт у октобру 1917. године, постојала је национална пристрасност међу комунистима друге националности. Таква пракса се задржала и код различитих комунистичких режима који су се појавили после 1945. године у другим деловима света.
Појаве националног комунизма након октобарске револуције постају присутне у Украјини и муслиманским подручјима бившег Руског царства такође су се развиле различите варијанте комунизма који се настављају и у Совјетском Савезу до 1928. године. Украјинске и муслиманске варијанте националног комунизма су се разликовале једне од других на два дела. Муслимани су веровали у судбину светске револуције зависно од догађаја у Азији и Европи, док су Украјинци тврдили да савези од стране националне буржоазије морају бити неопходни за време трајања ослободилачке борбе. Класне поделе морају да се занемаре, иначе ће национална буржоазија одвраћати од националног ослобођења.